# Ashaiman
Koordinaten: 5° 42′ N, 0° 2′ W
Ashaiman ist eine Stadt in der Greater Accra Region in Ghana. Die Stadt hat der letzten offiziellen Volkszählung aus dem Jahr 2010 zufolge 190.972 Einwohner und ist somit die fünftgrößte Stadt Ghanas.

## Lage
Ashaiman liegt ca. 25 Kilometer nordöstlich von Ghanas Hauptstadt Accra. Im Osten grenzt es an die Stadt Tema, von der es bis 2008 ein Stadtteil (Subdistrict) war. 2008 wurde Ashaiman vom Tema District unabhängig und hat seitdem eine eigene Stadtverwaltung, die Ashaiman Municipality Assembly (Ashma).
Es ist ein sehr eng besiedelter Ort mit einer hohen Arbeitslosenquote, in dem sich die Infrastruktur nur langsam entwickelt.

## Bevölkerungsentwicklung
Wie ganz Greater Accra weist auch Ashaiman ein enorm hohes Bevölkerungswachstum auf. 1984 zählte die Kommune noch 50.918 Einwohner, bis 2000 hatte sie sich etwa verdreifacht, bis 2012 gar vervierfacht. Die Stadt hat mittlerweile sogar mehr Einwohner als Tema, wovon sie 1984 noch ein Stadtteil war. Nach lokalen Angaben soll sich die aktuelle Einwohnerzahl entgegen der offiziellen Angabe auf mehrere Hunderttausende oder gar über 1 Million belaufen. Die neuen Bewohner kommen auf der Suche nach Arbeit in Accra oder Tema aus den unterschiedlichsten Regionen Ghanas und anderen westafrikanischen Staaten und siedeln sich häufig, trotz auch hier herrschendem Arbeitsmangel, langfristig hier an. Bedeutender hinsichtlich des Zuwachses der Bevölkerung ist jedoch, wie in vielen anderen Städten Afrikas auch, das hohe natürliche Bevölkerungswachstum.

## Geschichte
Ashaiman ist in ganz Ghana bekannt und verrufen als „Slum“ und Heimat Krimineller. Dieses Bild korrigiert sich trotz des schnellen Wachstums nur langsam.

## Verkehr
Es gibt einen überregional bedeutenden Umsteigebahnhof für die Strecken an der Küste.

## Einrichtungen
Es gibt mehrere Schulen, ein Berufsbildungszentrum und wenige Sozialprojekte zur Rehabilitation der Straßenkinder und andere arme und vernachlässigte Randgruppen.
Ansonsten eröffnen zunehmend mehr Kirchen, Moscheen und langsam auch Banken in Ashaiman.